# Luiz Júnior (calciatore 2001)
Luiz Lúcio Reis Júnior, noto semplicemente come Luiz Júnior (Picos, 14 gennaio 2001), è un calciatore brasiliano, portiere del Villarreal.

## Carriera
Cresciuto nel settore giovanile dell'Atlético Diadema, nel 2019 passa al Mirassol che lo utilizza nella Copa São Paulo Júnior. 
Nel luglio del 2019 viene acquistato a titolo definitivo dal Famalicão, con cui fa il suo esordio fra i professionisti il 21 novembre 2020 giocando l'incontro di Taça de Portugal vinto 3-0 contro l'Oriental Lisbona. Diventa un titolare del club portoghese a suon di prestazioni convincenti e costanti. Il 26 luglio 2022 rinnova il suo contratto con il club portoghese fino al 30 giugno 2027.

## Statistiche

### Presenze e reti nei club
Statistiche aggiornate al 12 agosto 2022.
| Stagione        | Squadra         | Campionato      | Campionato | Campionato | Coppe nazionali | Coppe nazionali | Coppe nazionali | Coppe continentali | Coppe continentali | Coppe continentali | Altre coppe | Altre coppe | Altre coppe | Totale | Totale | Totale |
| Stagione        | Squadra         | Comp            | Pres       | Reti       | Comp            | Pres            | Reti            | Comp               | Pres               | Reti               | Comp        | Pres        | Reti        | Pres   | Reti   |        |
| --------------- | --------------- | --------------- | ---------- | ---------- | --------------- | --------------- | --------------- | ------------------ | ------------------ | ------------------ | ----------- | ----------- | ----------- | ------ | ------ | ------ |
| 2020-2021       | Famalicão       | PL              | 23         | -27        | CP              | 2               | -2              | -                  | -                  | -                  | -           | -           | -           | 25     | -29    |        |
| 2021-2022       | Famalicão       | PL              | 31         | -46        | CP+CdL          | 3+3             | -2 + -2         | -                  | -                  | -                  | -           | -           | -           | 37     | -50    |        |
| 2022-2023       | Famalicão       | PL              | 2          | -5         | CP+CdL          | 0+0             | 0               | -                  | -                  | -                  | -           | -           | -           | 2      | -5     |        |
| Totale carriera | Totale carriera | Totale carriera | 56         | -78        |                 | 8               | -6              |                    | -                  | -                  |             | -           | -           | 64     | -84    |        |